# FC Chiatura
El FC Chiatura (en georgiano: ს.კ. ჭიათურის) es un club de fútbol con sede en Chiatura, Georgia. El club fue fundado en 1936.

## Historia
Fue campeón bajo el régimen soviético en la temporada de 1975 y ganó la Copa de Georgia en dos ocasiones. En la temporada 1991-92 terminó tercero en la Pirveli Liga. En la siguiente temporada el club terminó segundo, lo que hizo que el club jugara en la temporada 1993-94 por primera vez en la Umaglesi Liga. También jugó en la Umaglesi Liga en la temporada 1997-98, pero en el 2000, el club estaba en la Regionuli Liga. Jugó en la Pirveli Liga desde la temporada 2004 hasta la temporada 2015/16. Hasta 2008, el club era llamado Magharoeli Chiatura.

## Palmarés
- Georgian Soviet Championship: 1

1975
- Georgian Soviet Cup: 2

1978, 1979
- Pirveli Liga: 2

1997, 2008